# فاليري دور
فاليري دور (بالإيطالية: Valerie Dore)‏ هي مغنية إيطالية، ولدت في 28 مايو 1963 في ميلانو في إيطاليا.

## وصلات خارجية
- الموقع الرسمي
- فاليري دور على موقع IMDb (الإنجليزية)
- فاليري دور على موقع ميوزك برينز (الإنجليزية)
- فاليري دور على موقع أول ميوزيك (الإنجليزية)
- فاليري دور على موقع ديسكوغز (الإنجليزية)